# Sydeuropa
 Der er for få eller ingen kildehenvisninger i denne artikel, hvilket er et problem. Du kan hjælpe ved at angive troværdige kilder til de påstande, som fremføres i artiklen.

Sydeuropa er betegnelsen for den sydlige del af Europa; dvs. de europæiske lande, der grænser til Middelhavet samt enkelte andre eller de lande, der ligger syd for en linje gennem Alperne til Sortehavet.

## Stater i Sydeuropa
Ud fra ovenstående beskrivelse hører følgende stater og territorier med rimelighed til Sydeuropa:
- Portugal
- Spanien
- Gibraltar
- Andorra
- Korsika
- Monaco
- Italien
- San Marino
- Vatikanstaten
- Slovenien
- Kroatien
- Bosnien-Hercegovina
- Serbien
- Montenegro
- Makedonien
- Kosovo
- Albanien
- Bulgarien
- Grækenland
- Tyrkiet
- Malta
- Cypern

Ovenstående liste svarer til en geografisk definition af Sydeuropa. I politisk sammenhæng regnes en del af landene til Østeuropa. Det drejer sig om Balkan-landene undtagen Grækenland og Tyrkiet, der i den sammenhæng som Nato-lande regnes som vesteuropæiske lande.

## Andre definitioner på Sydeuropa
En anden definition er FN's geopolitiske definition, der ikke medregner Korsika, der politisk er en del af Frankrig, og regner Tyrkiet og Cypern med til Vestasien.
Efter en sprogmæssig definition omfatter Sydeuropa de latinske, slaviske og græske sprog, hvorved Frankrig og Rumænien hører med, men ikke Tyrkiet.
Endelig er der en klimatisk definition: Sydeuropa er de kystnære dele af Middelhavslandene og landene ved Adriaterhavet.
41°05′37″N 15°01′01″Ø / 41.093498°N 15.017008°Ø